# Ольштынский замок
Замок Ольштын (пол. Zamek Olsztyn) — памятник средневековой крепостной архитектуры Польши. 
Замок находится в Ольштыне  в гмине Ольштын в Ченстоховском повяте Силезского воеводства Польши. Построили его вероятно в первое времени XIV века, первое упоминание относится к 1306 году. В 1370—1391 годах был собственностью князя Владислава Опольчика из силезской ветви династии Пястов. В 1391 году король Ягайло добыл его в результате недельной блокады. В 1587 году атакованный австрийскими армиями, замок защитился благодаря решимости старосты Карлиньского, который пожертвовал своим сыном-заложником. Шведы разрушили замок в 1656 году, во времени Шведского потопа.

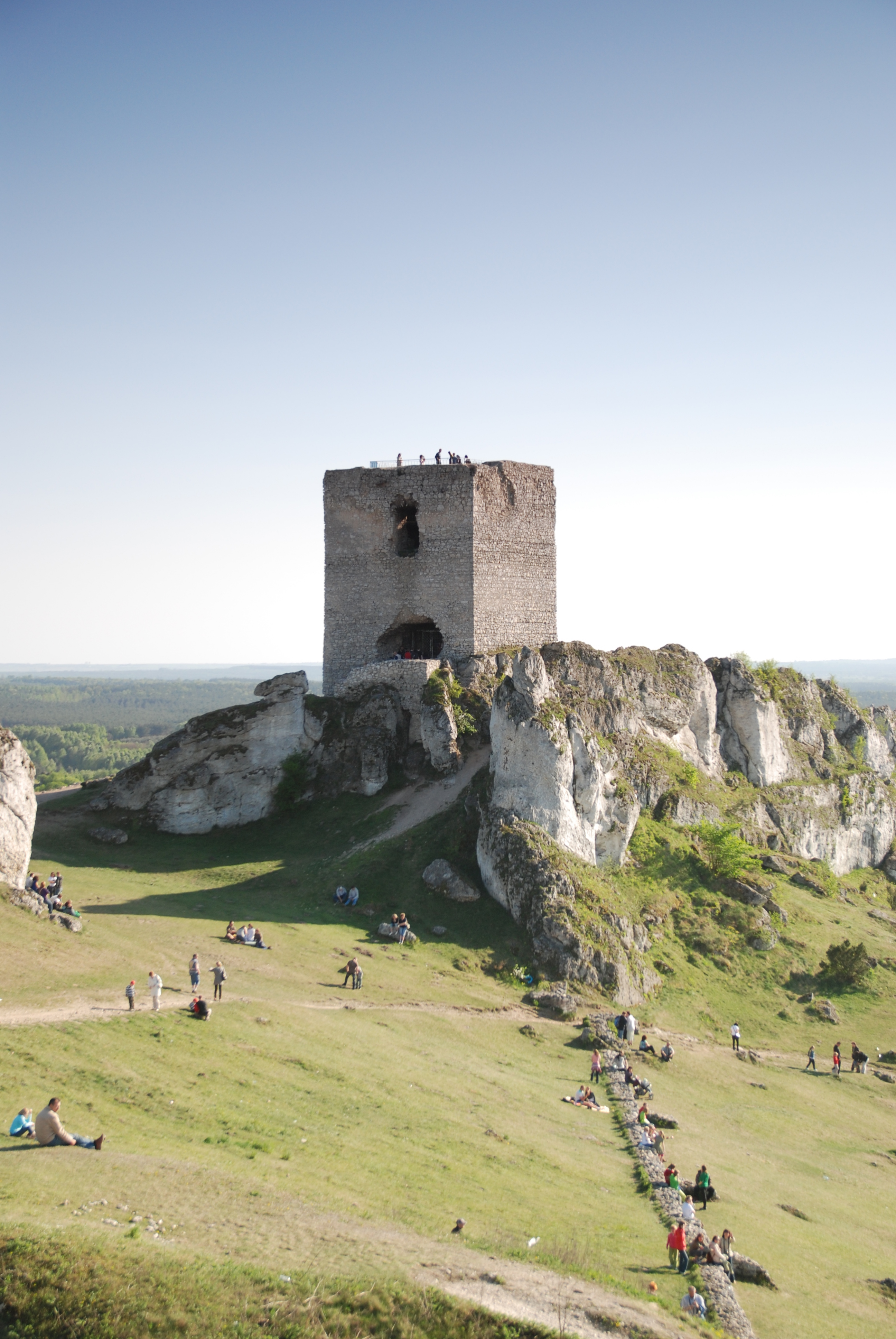
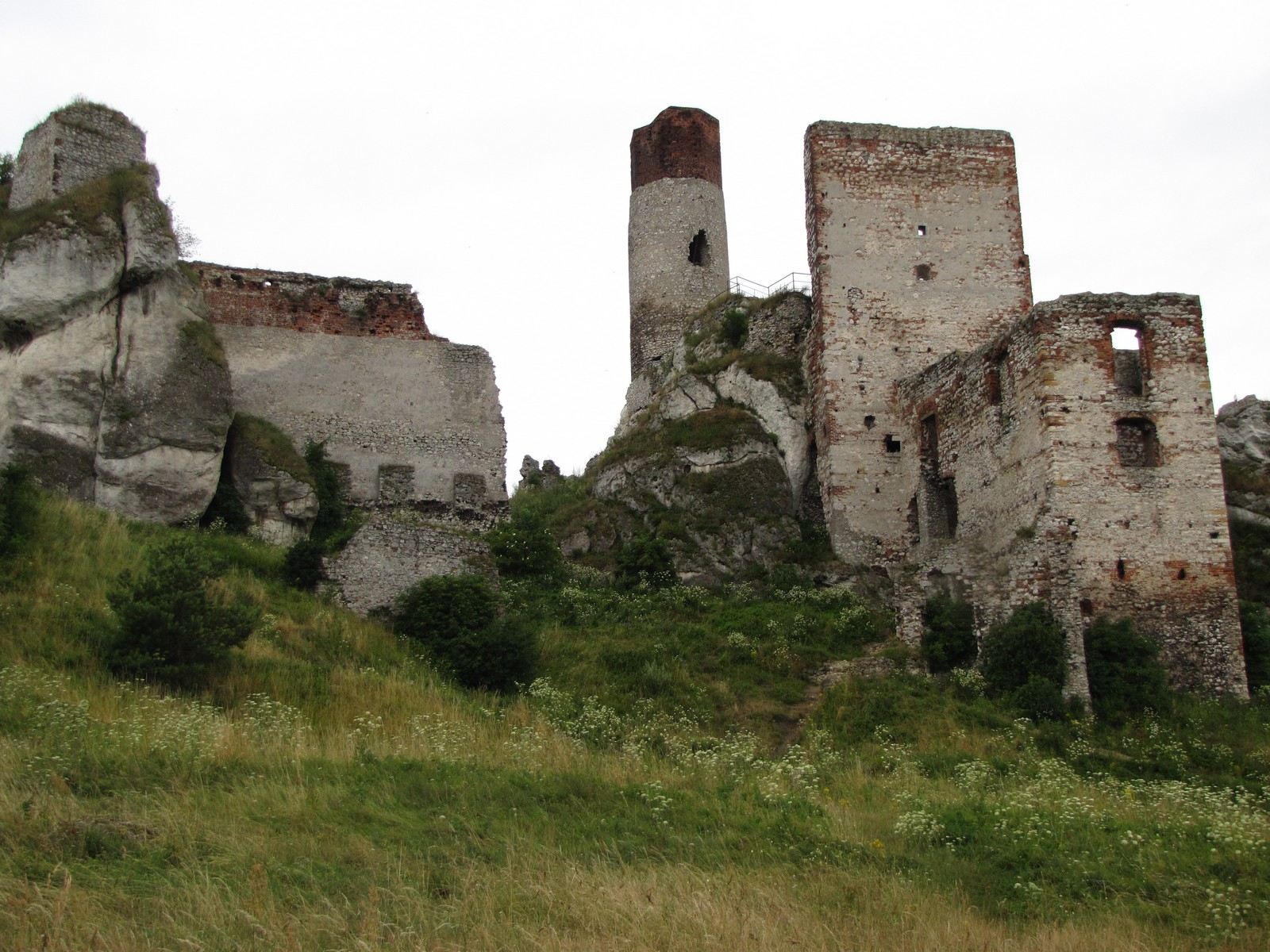